# Olaf Jordan
Olaf Jordan (Děčín, 10 marzo 1902 – Linköping, 20 settembre 1968) è stato un artista svedese, nato nel distretto, chiamato all'epoca in tedesco, Tetschen, nell'Impero austro-ungarico.

## Biografia
Olaf Jordan era figlio del medico Paul Jordan e Emilie Voullaire provenienti da Zeist, città dei Paesi Bassi; dal lato materno discende dall'artista svizzero-tedesco Matthäus Merian. Si sposò nel 1931 con Helfrid Jordan e prese la cittadinanza svedese nel 1954.
Durante gli anni 1920-1925, Jordan studiò presso l'Accademia di belle arti di Dresda e successivamente intraprese viaggi di studio a Vienna, Parigi, Francia meridionale, Corsica, Spagna e Ungheria.
Fra i diversi viaggi e soggiorni in Boemia e Paesi Bassi, eseguì una serie di ritratti e mostre ad Utrecht, Haarlem e Rotterdam. Negli anni 1935-1939, Jordan fu impegnato in un ampio progetto di ritratti del popolo jugoslavo. Durante questo periodo, eseguì ritratti ufficiali di re Pietro II di Jugoslavia e del patriarca Gavrilo.
Dopo una mostra a Berlino nel 1939, Jordan fu scelto come pittore di guerra, ritrattista, durante la seconda guerra mondiale. La sua produzione fino alla fine della guerra è quasi scomparsa.
Jordan si trasferì in Svezia nel 1947 e si stabilì a Linköping e lavorò soprattutto come ritrattista. Ha eseguito i ritratti dei vescovi Bo Giertz e Algot Anderberg. Le opere di Jordan - disegni, acquerelli, tempere e dipinti a olio - sono caratterizzate da una rappresentazione meticolosa e dettagliata del modello.
Nel 2016 il Museo Etnografico "Rupe" di Ragusa ha allestito una personale dell'artista, intitolata "Volti dei Balcani" .